# Triamcinolon
A triamcinolon, a prednizolon 9-alfa-fluoroszármazéka, amely a prednizolonnál erősebb gyulladásgátló és antiallergiás hatású szer. Mineralokortikoid aktivitása kisebb, mint a prednizoloné, közepes hatáserősségű glükokortikoid.
A VIII. Magyar Gyógyszerkönyvben az alábbi neveken hivatalos:
| Triamcinolon             | Triamcinolonum              |
| Triamcinolon-acetonid    | Triamcinoloni acetonidum    |
| Triamcinolon-hexacetonid | Triamcinoloni hexacetonidum |

## Készítmények
- Alkcema (Valeant)
- Ftorocort (Richter)
- Kenalog 40 (KRKA)
- POLCORTOLONE 4mg tabletta (Polfa)